# Giro dell'Etna
Giro dell'Etna var ett italienskt endagslopp i landsvägscykling som avhölls på den sicilianska vulkanen Etnas sluttningar från 1980 till 1997. Det efterföljdes senare av olika lopp under olika namn, av vilka än det ena, än det andra, ses som efterföljare till Giro dell'Etna (och resultaten i de båda loppen slås då ofta samman): Loppet hade normalt start och mål i Catania (1987 dock i Aci Catena och året innan gick det från Acireale till Aci Catena).
Giro della Provincia di Siracusa (Giro di Siracusa) 1998–2001. Start och mål i Syracusa.
Trofeo Arancia Rossa 2002 (vanligen räknat som Giro di Siracusa). Start i Ramacca och därefter fyra varv på en slinga utgående från Scordia.
Trofeo dell'Etna 2001–2004 (ofta kallat Giro dell'Etna och även Giro della provincia di Catana). Loppet hade start och mål i Catania (liksom Giro dell'Etna).
Från 1980 till 1986 hölls Giro dell'Etna kring månadsskiftet mars/april (1981 dock den 28 april), för att 1987 flyttas fram till februari/mars så att det gick någon dag efter Trofeo Pantalica (från 1992 dagen efter). Båda loppen ställdes in 1993. Efter "nerläggningen" tog "Giro della Provincia di Siracusa" över "Giro dell'Etnas" plats på dagen efter Trofeo Pantalica. Nedanstående tabell listar de sicilianska loppen åren från 1997 till 2004:
| Lopp \ År            | 1997   | 1998    | 1999    | 2000   | 2001    | 2002    | 2003    | 2004   | 2005 |
| -------------------- | ------ | ------- | ------- | ------ | ------- | ------- | ------- | ------ | ---- |
| Trofeo Pantalica     | 1 mars | 28 feb. | 27 feb. | 4 mars | 10 mars | 9 mars  | 9 mars  | 9 mars | –    |
| Giro dell'Etna       | 2 mars | –       | –       | –      | –       | –       | –       | –      | –    |
| Giro di Siracusa     | –      | 1 mars  | 1 mars  | 5 mars | 12 mars | –       | –       | –      | –    |
| Trofeo dell'Etna     | –      | –       | –       | –      | 8 mars  | 12 mars | 11 mars | 8 mars | –    |
| Trofeo Arancia Rossa | –      | –       | –       | –      | –       | 10 mars | –       | –      | –    |

Den enklaste slutsatsen är att det hölls två till tre lopp årligen och att namnen användes "hur det föll sig bäst" av arrangerande RCS Sport (som arrangerar en stor del av cykelloppen i Italien, bland annat Giro d'Italia).
RCS Sport gjorde stora kalenderändringar inför 2005, Milano–Torino flyttades från oktober till den 5 mars, Giro della Provincia di Lucca från februari till 7 mars, Tirreno-Adriatico kördes 9–15 mars, Milano–Sanremo den 19 mars – och hela det sicilianska "loppspaketet" försvann i flyttröran (även beroende på bristande lokalt finansieringsstöd).

## Podieplaceringar
| År   | Vinnare            | Tvåa                | Trea               |
| 1980 | Wladimiro Panizza  | Claudio Bortolotto  | Salvatore Maccali  |
| 1981 | Giuseppe Saronni   | Giovanni Mantovani  | Francesco Moser    |
| 1982 | Wladimiro Panizza  | Franco Chioccioli   | Giuseppe Petito    |
| 1983 | Giovanni Mantovani | Mario Noris         | Daniele Caroli     |
| 1984 | Francesco Moser    | Pierino Gavazzi     | Franco Chioccioli  |
| 1985 | Francesco Moser    | Johan van der Velde | Daniele Caroli     |
| 1986 | Francesco Moser    | Silvano Ricco       | Acácio da Silva    |
| 1987 | Adriano Baffi      | Franco Chioccioli   | Marco Saligari     |
| 1988 | Paolo Cimini       | Giuseppe Calcaterra | Adriano Baffi      |
| 1989 | Rolf Sørensen      | Claudio Chiappucci  | Enrico Galleschi   |
| 1990 | Adriano Baffi      | Benny Van Brabant   | Maurizio Fondriest |
| 1991 | Mario Cipollini    | Giuseppe Citterio   | Adriano Baffi      |
| 1992 | Stefano Colagè     | Stefano Zanini      | Bart Bowen         |
| 1994 | Stefano Zanini     | Maurizio Fondriest  | Davide Rebellin    |
| 1995 | Stefano Colagè     | Roberto Petito      | Simone Borgheresi  |
| 1996 | Fabiano Fontanelli | Giovanni Lombardi   | Adriano Baffi      |
| 1997 | Biagio Conte       | Fabio Baldato       | Silvio Martinello  |

| År   | Vinnare            | Tvåa              | Trea              |
| 1998 | Nicola Minali      | Silvio Martinello | Ján Svorada       |
| 1999 | Alessandro Baronti | Marco Velo        | Giuseppe Palumbo  |
| 2000 | Marco Zanotti      | Nicola Minali     | Gabriele Balducci |
| 2001 | Mario Cipollini    | Nicola Minali     | Marco Zanotti     |

| År   | Vinnare       | Tvåa          | Trea              |
| 2002 | Fabio Baldato | Mario Manzoni | Michajlo Chalilov |

| År   | Vinnare              | Tvåa              | Trea           |
| 2001 | Timothy Jones        | Diego Ferrari     | Denis Lunghi   |
| 2002 | Fabio Baldato        | Michajlo Chalilov | Jan Bratkowski |
| 2003 | Filippo Pozzato      | Biagio Conte      | Mario Manzoni  |
| 2004 | Leonardo Bertagnolli | Kyrylo Pospjejev  | Marlon Pérez   |